# Baureihe 605

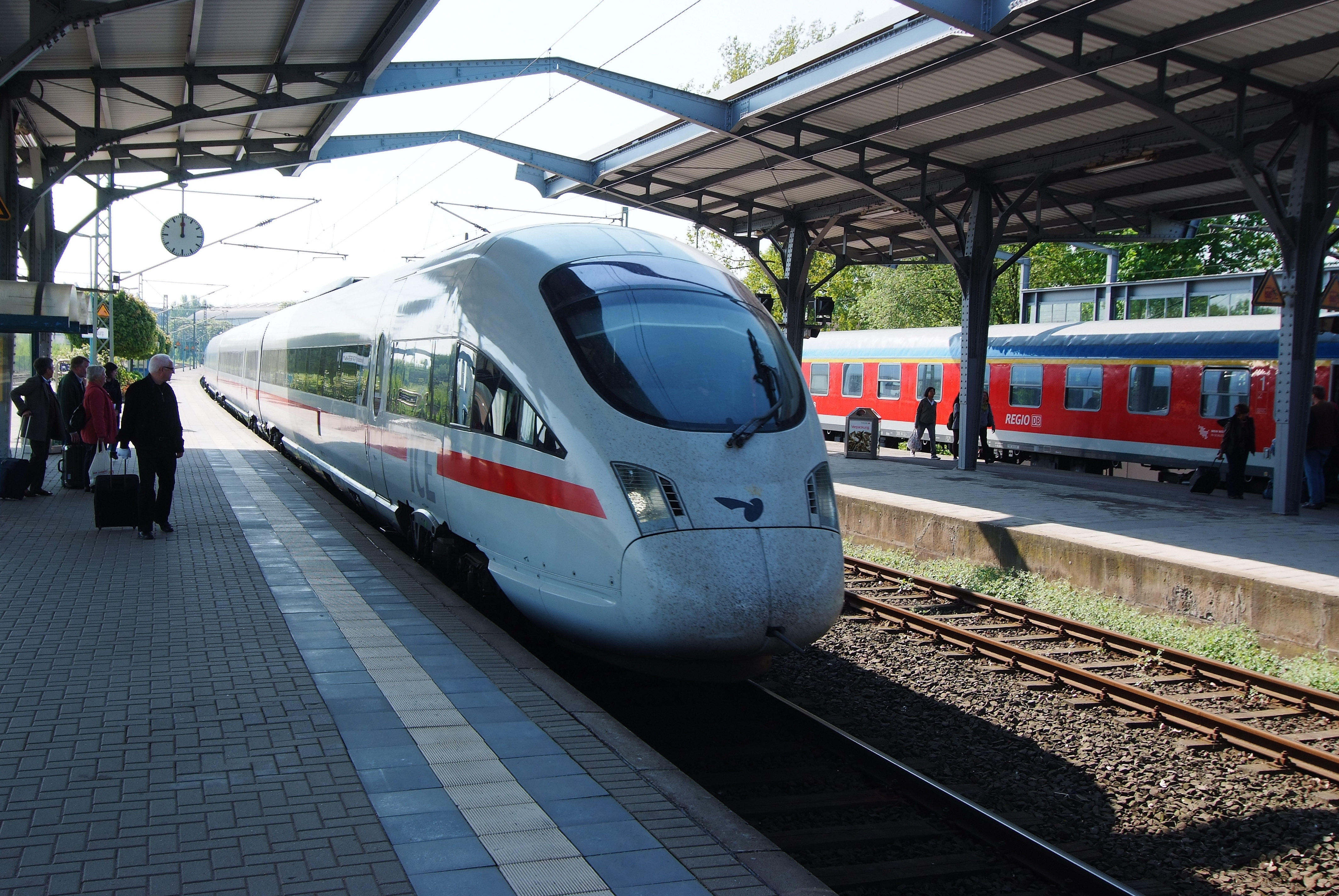
ICE TD treinstel te Rendsburg

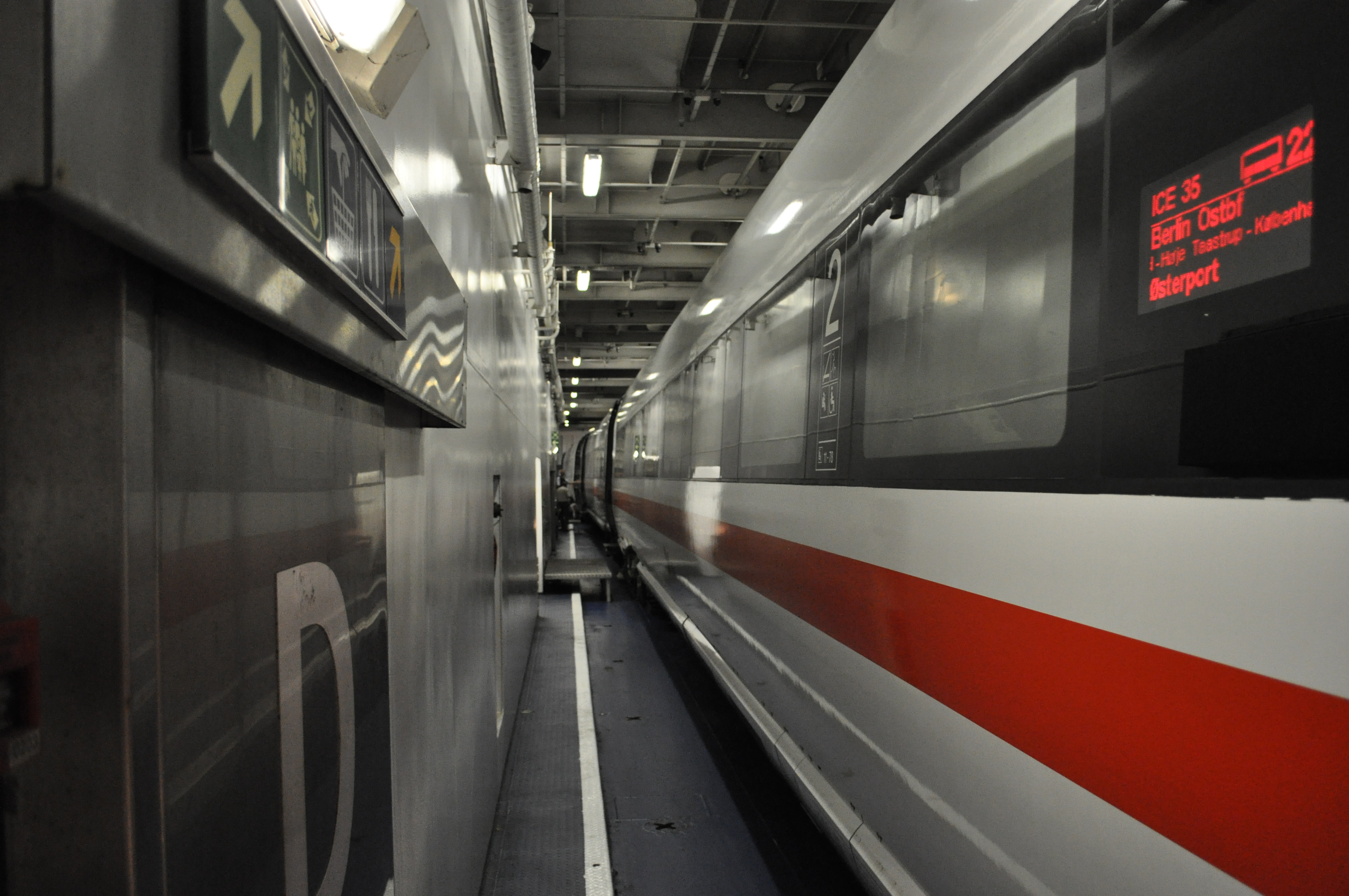
ICE TD treinstel op de ferry

De Baureihe 605, ook wel Intercity-Express TD (ICE TD) genoemd, is een vierdelig dieselelektrisch treinstel uitgerust met kantelbaktechniek voor het langeafstandspersonenvervoer van de DB Fernverkehr. De Baureihe 605 (ICE TD) is in 2001 in dienst gekomen en ging in 2017 uit dienst bij de DB Fernverkehr. Een trein blijft onder de naam advanced TrainLab bij het moederbedrijf Deutsche Bahn in gebruik als testtrein.

## Geschiedenis
Het ontwerp werd in 1994 uit een wedstrijd voor snelle treinen gekozen. Het ontwerp moest worden aangepast voor een andere aandrijving. De treinen werden ontwikkeld door DB Forschungs- und Technologiezentrum München.
De treinen werden in juli 1996 door Deutsche Bahn (DB) besteld bij het consortium Siemens Mobility, Uerdingen en DWA AG, Bautzen.

### Ongeval
Op 27 september 2001 werd een deel van Tz 5509 zwaar beschadigd door de val van een hefbrug in Bw Hof. De 605 009 en 605 109 werden voor herstel naar Bombardier in Ammendorf gebracht. De 605 209 en 605 509 bleven in Hof en werden gebruikt als onderdelenleverancier. In april 2004 werden alle delen van Tz 5509 voor opslag via de weg naar Chemnitz gebracht.

## Constructie en techniek
De trein is opgebouwd uit een aluminium frame met een frontdeel van GVK. Om meer comfort op lange afstand te bieden werd kantelbaktechniek toegepast. Deze treinen kunnen tot vier stuks gecombineerd rijden. De treinen zijn uitgerust met luchtvering. Voor de elektrische tractie wordt van GTO-technologie gebruikgemaakt.

### Kantelbaktechniek
In tegenstelling tot de kantelbaktechniek van Fiat zijn deze treinen uitgerust met een elektronisch geleide techniek waarbij de hoeken van drie draaistellen gemeten worden. Bij de treinen zorgt een computer ervoor dat door een hydraulisch systeem de hoek van een bocht tot 8° wordt vergroot.

### Namen
De DB Fernverkehr had de volgende namen op de treinen geplaatst:
- Tz5501: Regensburg
- Tz5504: Nürnberg
- Tz5505: Memmingen
- Tz5505: Ostseebad Heringsdorf
- Tz5507: Århus - op 12 september 2008
- Tz5510: Wehrheim (Taunus) - op 27 oktober 2007
- Tz5511: Mühldorf am Inn
- Tz5517: Hansestadt Lübeck
- Tz5517: København - op 7 december 2007
- Tz5518: Jever - op 18 oktober 2008
- Tz5520: Westerland/Sylt
- Tz5520: Rendsburg

De treinstellen Tz5501, Tz5504 en Tz5511 hebben na verloop van tijd hun namen verloren. De Tz5505, Tz5517 en Tz5520 hebben later andere namen gekregen. De oorspronkelijke namen zijn verhuisd naar ICE-1 en ICE-3 treinstellen.

## Treindiensten

### DB Fernverkehr
De treinen werden door de DB Fernverkehr ingezet op de volgende trajecten.
- Dresden - Nürnberg (tussen juni 2001 en augustus 2003)
- Zürich - St. Gallen - Lindau - München (tussen juni 2001 en augustus 2003)
- Köln - Hamburg (sinds april 2006 versterking diensten in het weekend)

### DSB
De treinen werden van maart 2006 tot oktober 2017 door de Danske Statsbaner (DSB) als Eurocity ingezet op de volgende trajecten:
- Hamburg - Frederica - Aarhus
- Hamburg - Kopenhagen (Vogelfluglinie)

Deze treinen vervingen tijdelijk treinen van het type IC 3, maar in oktober 2017 keerden de IC 3 stellen terug.